# Ischyrocerus fractus
Ischyrocerus fractus is een vlokreeftensoort uit de familie van de Ischyroceridae. De wetenschappelijke naam van de soort is voor het eerst geldig gepubliceerd in 2004 door King & Holmes.